# Andreas Sundin
Andreas Forsberg Sundin, född 15 mars 1984, är en svensk före detta professionell ishockeyspelare från Linköping. Som junior spelade han med Linköping HC:s juniorlag och spelade även för klubbens seniorlag säsongerna 2002-2005 samtidigt som han också lånades ut till VIK Hockey Ungdom och Mörrums GoIS IK i Hockeyallsvenskan. Inför säsongen 2005/06 värvades han av Nybro Vikings där han stannade en säsong innan han gick över till Mikkelin Jukurit i den finska andraligan Mestis. Därefter återvände han till Hockeyallsvenskan där han först spelade två säsonger för Bofors IK och sedan två säsonger med IF Troja-Ljungby.
Mellan säsongerna 2011/12 och 2013/14 spelade han i den danska Superisligaen: två säsonger för Odense Bulldogs och en med Frederikshavn White Hawks. Med Bulldogs tog han ett danskt silver, medan han med White Hawks tog ett brons. 2015 avslutade han sin spelarkarriär med en kort sejour för Mjölby HC i Div. 2.

## Karriär
Sundin inledde sin ishockeykarriär i moderklubben Linköping HC. Han gjorde A-lagsdebut under säsongen 2002/03 då han spelade åtta matcher för klubben. Den 16 april 2003 meddelade Linköping att man skrivit ett treårsavtal med Sundin. Under sommaren 2003 valdes han i NHL-draften av Detroit Red Wings i den sjätte rundan som 170:e spelare totalt. Den 27 oktober samma år lånades han ut till VIK Hockey Ungdom i Hockeyallsvenskan, för vilka han spelade totalt 13 matcher och noterades för fyra mål och fem assist. För Linköping gick han poänglös ur de 28 grundseriematcher han spelade. Säsongen 2004/05 spelade Sundin endast två matcher för Linköping. Han tillbringade istället större delen av säsongen för Mörrums GoIS IK i Hockeyallsvenskan. Han var näst bäste poänggörare i laget och på 37 matcher noterades han för 20 poäng, varav 11 mål.
10 maj 2005 meddelades det att Linköping åter lånat ut Sundin till Hockeyallsvenskan, denna gång till Nybro Vikings IF. Laget slutade på tolfte plats i grundserietabellen och Sundin gjorde en något sämre säsong poängmässigt med tre mål och tre assist på 34 matcher. I slutet av juni 2006 bekräftades det att Sundin lämnat Sverige för spel i Mikkelin Jukurit i den finska andraligan Mestis. I Jukurit var Sundin en av lagets poängmässigt främsta spelare. Han blev trea i den interna poängligan och vann lagets skytteliga. På 45 grundseriematcher stod han för 41 poäng, varav 21 mål.
Den 10 april 2007 stod det klart att Sundin återvänt till Sverige då han skrivit ett avtal med Bofors IK i Hockeyallsvenskan. Sundin spelade för klubben under två säsonger och på totalt 87 matcher noterades han för 68 poäng. Under båda säsongerna var Sundin bland lagets tre främsta poänggörare. Den 16 mars 2009 meddelades det att Sundin skrivit ett ettårsavtal med IF Troja-Ljungby. Under sin första säsong i klubben vann Sundin lagets interna skytteliga då han stod för 17 mål på 41 matcher. Den 29 mars 2010 bekräftades det att Sundin förlängt sitt avtal med Troja-Ljungby med ytterligare en säsong. Den 29 december samma år noterades Sundin för ett hat trick i en 5–4-seger mot Växjö Lakers HC.
Efter fyra säsonger i följd i Hockeyallsvenskan, lämnade Sundin åter Sverige. Den 12 maj 2011 presenterades han som en av Odense Bulldogs nya spelare i den danska Superisligaen. Under sin första säsong med Odense tog han ett danskt silver med klubben. Under säsongens gång förlängde han också avtalet med klubben med ytterligare ett år. Inför säsongen 2012/13 utsågs han till en av lagets assisterande kaptener. Den 1 maj 2013 bekräftades det att Sundin lämnat Bulldogs för spel i seriekonkurrenten Fredrikshavn White Hawks. Säsongen kom att bli Sundins sista i Danmark. Med Fredrikshavn tog han ett danskt brons.
Sundin avslutade sin ishockeykarriär med spel i Div. 2 för Mjölby HC. Han anslöt till klubben i slutet av december 2014 och på åtta grundseriematcher noterades han för fem mål och åtta assistpoäng.

## Statistik
| 2002–03                  | Linköping HC             | Elitserien               | 8   | 0  | 1  | 1   | 0  | —  | — | — | —  | — |
| 2003–04                  | Linköping HC             | Elitserien               | 28  | 0  | 0  | 0   | 0  | 5  | 0 | 0 | 0  | 0 |
| 2003–04                  | VIK Hockey Ungdom        | Allsv.                   | 13  | 4  | 5  | 9   | 0  | —  | — | — | —  | — |
| 2004–05                  | Linköping HC             | Elitserien               | 2   | 0  | 0  | 0   | 0  | —  | — | — | —  | — |
| 2004–05                  | Mörrums GoIS IK          | Allsv.                   | 37  | 11 | 9  | 20  | 10 | 10 | 1 | 2 | 3  | 0 |
| 2005–06                  | Nybro Vikings IF         | HA                       | 34  | 3  | 3  | 6   | 6  | —  | — | — | —  | — |
| 2006–07                  | Mikkelin Jukurit         | Mestis                   | 45  | 21 | 20 | 41  | 33 | 14 | 3 | 4 | 7  | 4 |
| 2007–08                  | Bofors IK                | HA                       | 45  | 15 | 22 | 37  | 8  | —  | — | — | —  | — |
| 2008–09                  | Bofors IK                | HA                       | 42  | 15 | 16 | 31  | 12 | —  | — | — | —  | — |
| 2009–10                  | IF Troja-Ljungby         | HA                       | 41  | 17 | 8  | 25  | 4  | —  | — | — | —  | — |
| 2010–11                  | IF Troja-Ljungby         | HA                       | 50  | 8  | 17 | 25  | 12 | —  | — | — | —  | — |
| 2011–12                  | Odense Bulldogs          | Superisligaen            | 36  | 19 | 18 | 37  | 14 | 15 | 4 | 3 | 7  | 2 |
| 2012–13                  | Odense Bulldogs          | Superisligaen            | 39  | 7  | 28 | 35  | 4  | 10 | 3 | 4 | 7  | 2 |
| 2013–14                  | Fredrikshavn White Hawks | Superisligaen            | 38  | 11 | 24 | 35  | 2  | 11 | 5 | 9 | 14 | 0 |
| 2014–15                  | Mjölby HC                | Div. 2                   | 8   | 5  | 8  | 13  | 2  | 5  | 1 | 2 | 3  | 0 |
| Hockeyallsvenskan totalt | Hockeyallsvenskan totalt | Hockeyallsvenskan totalt | 262 | 73 | 80 | 153 | 52 | 10 | 1 | 2 | 3  | 0 |
| Elitserien totalt        | Elitserien totalt        | Elitserien totalt        | 38  | 0  | 1  | 1   | 0  | —  | — | — | —  | — |